# Aldo Bassi
Aldo Bassi (Trapani, 24 maggio 1920 – Trapani, 6 marzo 2004) è stato un politico italiano.

## Biografia
Rimasto orfano in tenera età per la morte del padre, il maggiore Angelo Bassi, caduto in Cirenaica all'età di 38 anni, si diplomò alla scuola militare Nunziatella. Nel 1940 era dirigente dei Gruppi universitari fascisti trapanesi e si laureò nel 1942 in scienze politiche e sociali all'Università di Palermo.
Partecipò brevemente alla seconda guerra mondiale, rifiutando l'esonero al quale aveva diritto, quale orfano di guerra e fratello di un caduto in guerra nel 1941 (il fratello maggiore, il tenente pilota Livio Bassi, medaglia d'oro al valor militare alla memoria).

### Amministrazione locale
Nel 1956 venne eletto nel consiglio comunale di Trapani con la DC e nominato assessore alle finanze. Nell'anno successivo fu eletto sindaco della città, carica che mantenne, ricoprendola per sei giunte consecutive, fino al 1962; durante la sua carica realizzò il miglioramento dell'illuminazione pubblica, il potenziamento dell'approvvigionamento idrico e la nuova "Litoranea nord".
Nello stesso periodo fu anche consigliere della So.Fi.S ("Società per il finanziamento dello sviluppo in Sicilia") e curò la fase di avvio di alcuni progetti. Nello stesso periodo fu inoltre presidente del “Calzaturificio siciliano” di Trapani, presidente della "Cooperativa agricoltori di Pantelleria" e consigliere delegato della casa vinicola "Duca di Salaparuta".
È stato anche consigliere comunale e poi sindaco di Custonaci (1970-1980), in provincia di Trapani e curò il miglioramento della viabilità in tutto il bacino marmifero. Fu anche presidente del "Nucleo di industrializzazione locale", avviando opere infrastrutturali e i primi insediamenti..

### Deputato
Nel 1963 si candidò con la DC alla Camera dei deputati, nella circoscrizione della Sicilia occidentale e fu eletto nella IV legislatura con circa 47.000 voti. Restò deputato fino al 1968. Nella legislatura successiva fu deputato solo a partire dal 3 marzo 1971, sostituendo Bernardo Mattarella, deceduto. Fu ancora rieletto deputato nel 1972 con la DC nella VI, VII e VIII legislatura, fino al 1983..
Nell'ambito della vita parlamentare fu membro delle commissioni finanza, tesoro e bilancio, presidente del Comitato permanente per la programmazione economica e vice presidente della Commissione Bicamerale per la ristrutturazione delle Partecipazioni statali. All'interno del partito della Democrazia Cristiana appartenne alla corrente morotea.

### Sottosegretario
Fu sottosegretario alla Presidenza del consiglio, con anche la delega al Mezzogiorno, durante il quinto governo Andreotti (20 marzo - 4 agosto 1979) e ricoprì inoltre lo stesso ruolo nel primo governo Cossiga fino all'aprile del 1980..
Nel 1983, si ricandidò alla Camera dei deputati, ma non venne eletto. Nel 1989 fu nominato membro del CNEL.

## Pubblicazioni
Oltre agli interventi in aula alla Camera e nelle commissioni, ha pubblicato i volumi:
- Politica Economica e Mezzogiorno, relazione al Bilancio dello Stato per il 1973 e 1974
- Gli anni difficili della Democrazia italiana: 1976-1981, con prefazione di Giulio Andreotti, Bardi Edizioni, 1981